# Stazione di Horst-Sevenum
La stazione di Horst-Sevenum è la stazione ferroviaria di Horst e Sevenum, situata nel villaggio di Hegelsom, Paesi Bassi. È una stazione passante di superficie sulla linea Venlo-Eindhoven.